# وانا سندا
وانا سندا (به لاتین: Vana-Sonda) یک روستا در استونی است که در دهستان سوندا واقع شده‌است.

## خصوصیات
وانا سندا ۱۵ نفر جمعیت دارد.